# Poste frontalier de Skagway–Fraser
Le poste frontalier de Skagway–Fraser est un poste-frontière le long de la frontière entre le Canada et les États-Unis traversé par la route Klondike reliant les communautés de Skagway en Alaska et de Carcross au Yukon situé près du col White dans les chaînons Boundary. Bien que la route Klondike fut achevée en 1977, beaucoup de gens traversaient la frontière à cet endroit dès la ruée vers l'or du Klondike de 1898. Initialement, le poste-frontière était saisonnier, mais il est ouvert à l'année depuis 1986. Il s'agit du poste frontalier le plus utilisé de l'Alaska.
À cause des conditions météorologiques difficiles, les postes de contrôle frontaliers ne sont pas situés sur la frontière en tant que telle. Le poste de contrôle frontalier américain est situé à 12,7 km au sud de la frontière. Il s'agit du poste de contrôle frontalier situé le plus loin de toute frontière terrestre des États-Unis. De son côté, le poste de contrôle frontalier de l'Agence des services frontaliers du Canada est situé à 12,2 km au nord de la frontière.